# Municipio de Muskingum (condado de Muskingum)
El municipio de Muskingum (en inglés: Muskingum Township) es un municipio ubicado en el condado de Muskingum en el estado estadounidense de Ohio. En el año 2010 tenía una población de 4520 habitantes y una densidad poblacional de 57,34 personas por km².

## Geografía
El municipio de Muskingum se encuentra ubicado en las coordenadas 40°2′40″N 82°2′7″O / 40.04444, -82.03528. Según la Oficina del Censo de los Estados Unidos, el municipio tiene una superficie total de 78.83 km², de la cual 77.86 km² corresponden a tierra firme y (1.23%) 0.97 km² es agua.

## Demografía
Según el censo de 2010, había 4520 personas residiendo en el municipio de Muskingum. La densidad de población era de 57,34 hab./km². De los 4520 habitantes, el municipio de Muskingum estaba compuesto por el 95.62% blancos, el 2.01% eran afroamericanos, el 0.11% eran amerindios, el 0.18% eran asiáticos, el 0.07% eran isleños del Pacífico, el 0.13% eran de otras razas y el 1.88% pertenecían a dos o más razas. Del total de la población el 0.64% eran hispanos o latinos de cualquier raza.